# Studio Filmów Animowanych
Studio Filmów Animowanych w Krakowie –  w okresie PRL - jedno z pięciu polskich, państwowych studiów produkujących filmy animowane.

## Historia
Powstało w Krakowie w roku 1966 jako filia warszawskiego Studia Miniatur Filmowych. Założycielem był profesor Akademii Sztuk Plastycznych w Krakowie, prowadzący tam Pracownię Rysunku Filmowego Kazimierz Urbański. Od początku istnienia mieściło się w kamienicy na ulicy Kanoniczej 18. 
W 1974 r. studio uzyskało samodzielność prawną. Głównym celem studia była realizacja artystycznych, animowanych filmów autorskich przeznaczonych dla widza dorosłego. Produkowano także filmy dla dzieci np. seriale z bohaterem Miki Molem.
Wśród czołowych twórców Studia Filmów Animowanych byli: Jerzy Kucia, Julian Antoniszczak (Julian Antonisz) i jego brat Ryszard Antoniszczak (Ryszard Antonius-Antoniszczak), Ryszard Czekała, Krzysztof Kiwerski, Krzysztof Raynoch, Aleksander Sroczyński, Andrzej Warchał, Zbigniew Szymański, Longin Szmyd.
W 2001 roku studio zostało uhonorowane Nagrodą Honorową "Złotą Kreską" za wkład w polską sztukę filmową na VII Ogólnopolskim Festiwalu Autorskich Filmów Animowanych w Krakowie.
W latach dziewięćdziesiątych XX wieku nastąpiła zapaść produkcyjna w polskiej animacji. Ówczesny Komitet Kinematografii postanowił zlikwidować dwie zasłużone wytwórnie. W roku 1999 łódzkie Studio Filmowe Semafor a w 2003 r. SFA w Krakowie. Łódzkie odżyło dzięki powstaniu spółki Se-ma-for Produkcja Filmowa ale krakowskie niestety nie ma kontynuatora. W 2004 r. zarejestrowana została wprawdzie spółka akcyjna o nazwie Studio Filmów Animowanych SA, ale nie prowadzi ona żadnej działalności twórczej.

## Nagrody
- 1969 W szponach seksu Julian Antonisz – Nagroda na Międzynarodowym Festiwalu Filmowym – Tours[4][5]
- 1971 Jak nauka wyszła z lasu Julian Antonisz – I Nagroda „Złote Koziołki” w grupie filmów animowanych na II Ogólnopolskim Festiwalu Filmów dla Dzieci i Młodzieży w Poznaniu[4]
- 1972 Jak działa jamniczek Julian Antonisz – Nagroda główna „Brązowy Lajkonik” na XII Ogólnopolskim Festiwalu Filmów Krótkometrażowych w Krakowie[4]
- 1973 Powrót Jerzy Kucia - Grand Prix w Grenoble[6]
- 1974 Żegnaj paro! Ryszard Antoniszczak – Brązowy Lajkonik na XIV Ogólnopolskim Festiwalu Filmów Krótkometrażowych w Krakowie[7]
- 1975 Żegnaj paro! Ryszard Antoniszczak – Nagroda Jury Dziecięcego Marcinek na IV Ogólnopolskim Festiwalu Filmów dla Dzieci i Młodzieży w Poznaniu[7]
- 1976 Fantomobil Ryszard Antoniszczak – Brązowy Lajkonik na XVII Ogólnopolskim Festiwalu Filmów Krótkometrażowych w Krakowie[7]
- 1979 Refleksy Jerzy Kucia - Brązowy Lajkonik i Złoty Smok na Festiwalu Filmów Krótkometrażowych w Krakowie, nagroda specjalna na Międzynarodowym Festiwalu Filmów Animowanych Annesy[8]
- 1979 Gołąbek Andrzej Warchał Grand Prix w Lille[9]
- 1980 Ostry film zaangażowany – non camera Julian Antonisz – Grand Prix „Złoty Lajkonik” na XX OFFK i „Brązowy Smok” na XVII MFFK w Krakowie[4]
- 1980 Miód, klej i list (odcinek serialu Ołówek pisze sercem) Ryszard Antoniszczak – Nagroda Specjalna Stowarzyszenia Filmowców Polskich za walory edukacyjne w filmie dla dzieci[7]
- 1982 Polska Kronika Non-Camerowa Nr 1 Julian Antonisz – Nagroda główna „Brązowy Lajkonik” na XXII OFFK w Krakowie[4]
- 1984 Polska Kronika Non-Camerowa Nr 6 Julian Antonisz – Nagroda Główna oraz Nagroda Jury FIPRESCI na XXX Międzynarodowym Festiwalu Filmów Krótkometrażowych w Oberhausen[5][4]
- 1986 Światło w tunelu Julian Antonisz – Nagroda Jury FICC na XXXII Międzynarodowym Festiwalu Filmów Krótkometrażowych w Oberhausen[4]